# Parantica crocea
Parantica crocea är en fjärilsart som beskrevs av Butler 1866. Parantica crocea ingår i släktet Parantica och familjen praktfjärilar. Inga underarter finns listade i Catalogue of Life.